# Perșe Travnea, Hluhiv
Perșe Travnea (în ucraineană Перше Травня) este un sat în comuna Pervomaiske din raionul Hluhiv, regiunea Sumî, Ucraina.

## Demografie
Componența lingvistică a localității Perșe Travnea
     Ucraineană (97,83%)
     Rusă (2,17%)
Conform recensământului din 2001, majoritatea populației localității Perșe Travnea era vorbitoare de ucraineană (97,83%), existând în minoritate și vorbitori de rusă (2,17%).